# Meßhofen
Meßhofen ist ein Ortsteil der Gemeinde Roggenburg und liegt im schwäbischen Landkreis Neu-Ulm, Bayern.

## Geographie
Das Kirchdorf liegt knapp zwei Kilometer südlich des historischen Ortskernes von Roggenburg im Tal der Biber auf einer Höhe von 522 m ü. NN. Die Fläche der Gemarkung umfasst etwa 9,78 km².

## Geschichte
Der Ort wurde 1146 erstmals als „Moysaneshoven“ und 1248 als „Mounseshoven“ genannt. 1492 gab es 43 Feuerstätten. Östlich des Dorfes stand früher am Wege von Roggenburg nach Rennertshofen der Einzelhof Frankenhofen. Da der Bauer dieses Hofes im Bauernkrieg 1525 zu den Rädelsführern zählte, wurde er nach dem Zusammenbruch des Aufstandes hingerichtet. Bis ins 19. Jahrhundert erinnerte die Flurbezeichnung Frankenhofer Feld am Osterbach noch hieran. Der Hof wurde dem Erdboden gleichgemacht und die Felder in Einzelstücken an die Bewohner von Meßhofen und Ingstetten vergeben.
Um 1800 waren im Dorf 63 Familien ansässig, heute hat der Gemeindeteil rund 300 Einwohner. Das Dorf gehörte zu den Stiftungsgütern des Klosters Roggenburg und blieb bis zur Säkularisation 1803 unter seiner Herrschaft.
Das bayerische Urkataster zeigt „Messhofen“ in den 1810er Jahren als ein typisches Straßendorf links der Biber. Es sind 49 Herdstellen verzeichnet, die eher kleine Wirtschaftsflächen aufweisen, wohl Schollen. Die Kirche mit ihrem kleinen Gottesacker befindet sich deutlich abseitig des Ortes, rechts der Biber in einem Weiler mit sechs Herdstellen und großzügigeren Wirtschaftsflächen. Die Elektrifizierung erreichte den Ort um 1900, als die Wasserkraft der Biber zur Stromerzeugung genutzt wurde.
Meßhofen war eine selbstständige Gemeinde im Landkreis Neu-Ulm. Die Gemeinde mit ihren Ortsteilen Roggenburg und Hochbuch schloss sich im Zuge der Gebietsreform in Bayern am 1. Juli 1972 mit den Gemeinden Biberach und Ingstetten zusammen. Die neue Gemeinde wurde nach dem Kloster Roggenburg benannt.
Die Struktur des Ortes ist im Wesentlichen ländlich geblieben.

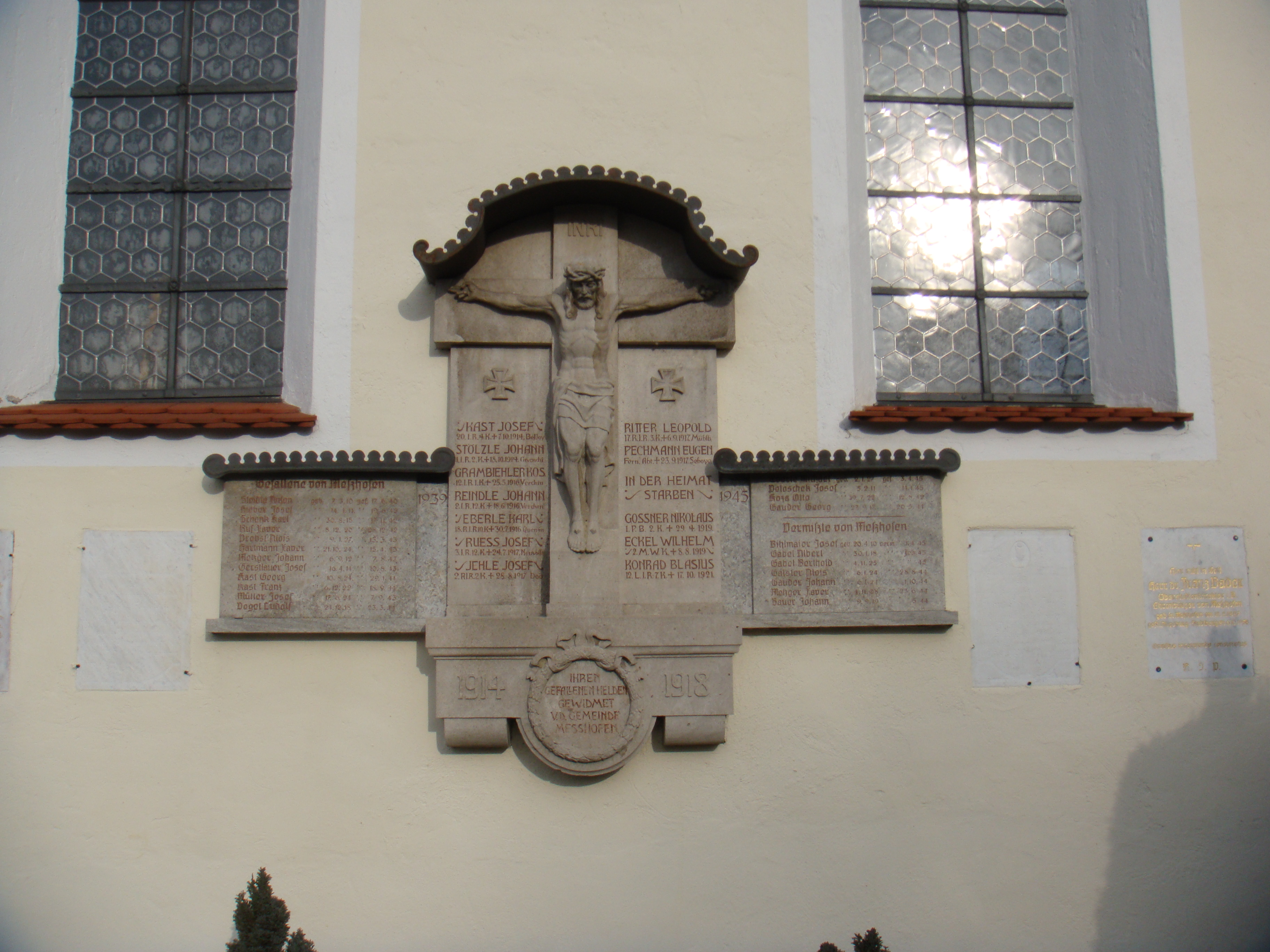
Kriegerdenkmal an der Kirche Meßhofen (2013)

## Sehenswürdigkeiten
An der Kirche St. Cosmas und Damian sind Chor und Turm noch gotisch, das Langhaus wurde 1748 durch Christian Eitele von Weißenhorn stuckiert und mit Fresken von Jakob Kuen versehen. Den Hochaltar fertigte 1751 Dominikus Bergmüller aus Türkheim.
Einen halben Kilometer nordwestlich von Meßhofen auf dem bewaldeten Wannenberg liegt die viel besuchte Wallfahrtskapelle Maria Hilf (Wannenkapelle). Ihre Entstehung verdankt sie einem legendären Ereignis, das auf dem Deckengemälde in (heutigen) Chor festgehalten ist:
Im Schwedenkrieg habe der als Bauer verkleidete Roggenburger Abt Franziskus Doser die Seelsorge in der ganzen Gegend ausgeübt, sei jedoch von den schwedischen Söldnern erkannt und an einem Baum aufgehängt, durch die Hilfe der Gottesmutter Maria aber wunderbar errettet worden. Das Kloster Roggenburg ließ gegen Ende des 17. Jahrhunderts an dieser Stelle eine Kapelle errichten, die seither mehrmals umgebaut und erweitert wurde.
Außer der Kirche, der Kapelle, der Turmuhrenfabrik und dem Turbinenhaus sind nur wenige historische Gebäude erhalten geblieben.